# 24-я стрелковая бригада
Не следует путать с 24-й стрелковой бригадой внутренних войск НКВД
24-я отдельная стрелковая бригада — воинское соединение СССР в Великой Отечественной войне

## История
Формировалась по приказу «О сформировании пятидесяти отдельных стрелковых бригад» № 00105 от 14 октября 1941 г. с октября 1941 г. в Харьковском военном округе, в том числе за счёт курсантов высших военных учебных заведений, являлась ударной курсантской бригадой.
В действующей армии с 29 декабря 1941 по 1 марта 1944 г.
В последние дни декабря 1941 г. сосредоточилась по рубежу реки Волхов. Бригаде были приданы 93-й и 94-й отдельные лыжные батальоны.
7 января 1942 г. введена в бой в ходе Любанской операции, однако откатилась на исходные. В 8 утра 8 января 1942 г. вновь введена в бой. Перед бригадой стояла задача прорвать оборону противника на 4-километровом рубеже: д. Змейско — д. Русса, затем выйти к железной дороге между деревнями Любцы, Крутик и в дальнейшем прикрывать левый фланг армии. Однако и это наступление захлебнулось.
Вновь перешла в наступление на левом фланге армии, на стыке с 52-й армией 13 января 1942 г. и на этот раз, удачно форсировав р. Волхов, к 17.00 овладела деревнями Лобково, Новыми и Старыми Быстрицами, завязала бои за расширение плацдарма у Новой Быстрицы и вела их в последующие дни. Так, 15 января 1942 г. отбивала вражеские контратаки в районе Горелово — Русса.
24 января 1942 г. бригада была введена в прорыв с целью наступления с тыла на крупный опорный пункт в деревне Любцы. Утром 25 января 1942 г., в сильнейший мороз, бригада перешла в наступление на Любцы с востока и юго-востока, однако безуспешно. С 28 января 1942 г. бригада возобновила наступление на Любцы с востока и опять без успеха. Бригада оставалась у Любцов и в феврале 1942 г.: так, 6 февраля 1942 г. вместе с приданным 172-м лыжным батальоном, атаковала Земтицы, сумела взять часть деревни, одновременно отражая контратаки противника, стремившегося закрыть коридор у Мясного Бора.
В ночь на 11 февраля 1942 г. бригада передислоцирована в помощь 4-й гвардейской стрелковой дивизии, которая вела атаки на Ольховские хутора.
В марте 1942 г. бригада переброшена в район Красной Горки, где советские войска вышли на подступы к Любани и 2 марта 1942 г. перешла в наступление вместе с 46-й стрелковой дивизией. 10 марта 1942 г. вместе с 92-й стрелковой дивизией и приданными 93-м и 94 отдельными лыжными батальонами атакует противника в районе деревень Дубовое и Коровий Ручей.. В результате боёв, длившихся несколько дней, деревней Дубовое удалось овладеть.
После того, как создалась угроза прорыва горловине у Мясного Бора, командование было вынуждено перебросить бригаду ближе к горловине, в район Новой Керести, куда 18 марта 1942 г. бригада и пришла в помощь 19-й гвардейской стрелковой дивизии. 19 марта 1942 г. совместно с 7-й гвардейской танковой бригадой атакует противника в восточном направлении, восстанавливает коммуникации, которые в тот же день снова были перерезаны. Бои за расширение коммуникаций бригада вела весь март 1942 г., в конце марта 1942 г. действуя с одним из полков 4-й гвардейской стрелковой дивизии на северо-западе горловины, у д. Ольховка.
В апреле 1942 г. бригада переподчинена 59-й армии, и в мае 1942 г. отведена через коридор из окружения, где должна была войти в состав 6-го гвардейского стрелкового корпуса. После того как 30 мая 1942 г. 2-я ударная армия вновь была окружена, бригада была брошена в бои по прорыву кольца окружения 2-й ударной армии извне и ведёт их почти весь июнь 1942 г., потеряв в этих боях 1506 человек. В операции по выводу из окружения войск 2-й ударной армии бригада действовала сравнительно успешно, пройдя до реки Полисть
Во второй декаде июля 1942 г. бригада передана в состав 4-й армии, проводившей операцию по уничтожению плацдармов противника в районах Грузино , Кириши, которая закончилась безуспешно. С этого времени и вплоть до конца 1943 года бригада действует в том районе. После оставления противником Киришского плацдарма в октябре 1943 г., бригада в ноябре 1943 г. вновь передана в состав 59-й армии.
В ходе Новгородско-Лужской операции бригада, вела оборонительные бои в районе Спасской Полисти, обеспечивая правый фланг армии и продвигаясь вперёд по мере продвижения войск армии.
1 марта 1944 г. бригада была расформирована.

## Подчинение
| Дата                 | Фронт (округ)                                              | Армия             | Корпус                   | Примечания |
| -------------------- | ---------------------------------------------------------- | ----------------- | ------------------------ | ---------- |
| 01.11.1941 года      | Харьковский военный округ                                  | -                 | -                        | -          |
| 01.12.1941 года      | Сталинградский военный округ                               | -                 | -                        | -          |
| 01.01.1942 года      | Волховский фронт                                           | 2-я ударная армия | -                        | -          |
| 01.02.1942 года      | Волховский фронт                                           | 2-я ударная армия | -                        | -          |
| 01.03.1942 года      | Волховский фронт                                           | 2-я ударная армия | -                        | -          |
| 01.04.1942 года      | Волховский фронт                                           | 2-я ударная армия | -                        | -          |
| 01.05.1942 года      | Ленинградский фронт (Группа войск Волховского направления) | 59-я армия        | -                        | -          |
| 01.06.1942 года      | Ленинградский фронт (Волховская группа войск)              | 59-я армия        | -                        | -          |
| 01 — 15.07.1942 года | Волховский фронт                                           | 59-я армия        | -6 гв. стрелковый корпус | -          |
| 15.07.1942 года      | Волховский фронт                                           | 4-я армия         | -                        | -          |
| 01.09.1942 года      | Волховский фронт                                           | 4-я армия         | -                        | -          |
| 01.10.1942 года      | Волховский фронт                                           | 4-я армия         | -                        | -          |
| 01.11.1942 года      | Волховский фронт                                           | 4-я армия         | -                        | -          |
| 01.12.1942 года      | Волховский фронт                                           | 4-я армия         | -                        | -          |
| 01.01.1943 года      | Волховский фронт                                           | 4-я армия         | -                        | -          |
| 01.02.1943 года      | Волховский фронт                                           | 4-я армия         | -                        | -          |
| 01.03.1943 года      | Волховский фронт                                           | 4-я армия         | -                        | -          |
| 01.04.1943 года      | Волховский фронт                                           | 4-я армия         | -                        | -          |
| 01.05.1943 года      | Калининский фронт                                          | 3-я ударная армия | -                        | -          |
| 01.06.1943 года      | Волховский фронт                                           | 4-я армия         | -                        | -          |
| 01.06.1943 года      | Волховский фронт                                           | 4-я армия         | -                        | -          |
| 01.07.1943 года      | Волховский фронт                                           | 4-я армия         | -                        | -          |
| 01.08.1943 года      | Волховский фронт                                           | 4-я армия         | -                        | -          |
| 01.09.1943 года      | Волховский фронт                                           | 4-я армия         | -                        | -          |
| 01.10.1943 года      | Волховский фронт                                           | 4-я армия         | -                        | -          |
| 01.11.1943 года      | Волховский фронт                                           | 4-я армия         | -                        | -          |
| 01.12.1943 года      | Волховский фронт                                           | 59-я армия        | -                        | -          |
| 01.01.1944 года      | Волховский фронт                                           | 59-я армия        | 112-й стрелковый корпус  | -          |
| 01.02.1944 года      | Волховский фронт                                           | 59-я армия        | 112-й стрелковый корпус  | -          |

## Командиры
- Соболев Семён Иванович (апрель — июль 1942), подполковник.
- Коркин, Николай Петрович (июль 1942 — июнь 1943), полковник.
- Воробьёв Иван Андреевич (июнь — сентябрь 1943), полковник.
- Романовский, Михаил Васильевич, полковник